# Thanh Thần
Thanh Thần (chữ Hán giản thể:青神县, Hán Việt: Thanh Thần huyện) là một huyện thuộc địa cấp thị Mi Sơn, tỉnh Tứ Xuyên, Cộng hòa Nhân dân Trung Hoa. Huyện Thanh Thần có diện tích 386,8 km2, dân số năm 2002 là 200.000 người.
Huyện Thanh Thần được chia thành 7 trấn: Thanh Thành, Đoan Phong, Hán Dương, Hắc Long, Nam Thành, Tây Long, Hà Bá Tử và 3 hương: Bạch Quả, Cao Đài, La Ba.